# Semiothisa sexmaculata
Semiothisa sexmaculata är en fjärilsart som beskrevs av Alpheus Spring Packard 1867. Semiothisa sexmaculata ingår i släktet Semiothisa och familjen mätare. Inga underarter finns listade i Catalogue of Life.